# Juradó
Juradó là một khu tự quản thuộc tỉnh Chocó, Colombia. Thủ phủ của khu tự quản Juradó đóng tại Juradó Khu tự quản Juradó có diện tích 992 ki lô mét vuông. Đến thời điểm ngày 28 tháng 5 năm 2005, khu tự quản Juradó có dân số 4280 người.